# Lancia Beta 15/20 HP
En 1909, la production des premiers modèles Lancia Alfa et Lancia DiAlfa cessa et le jeune constructeur turinois Lancia concentra tous ses efforts sur un nouveau modèle, la Lancia 15/20 HP code usine Tipo 54, puis rebaptisée Beta qui n'était en fait qu'une 12 HP Alfa modifiée avec un moteur porté de 2,5 à 3,1 L, d'une puissance passée de 28 à 34 ch et dont l'empattement était augmenté jusqu'à 2 932 mm.
Techniquement, l'évolution était bien plus importante car le moteur était entièrement nouveau, c'était un monobloc dont le régime avait été volontairement limité à 1 500 tr/min.
Cette nouvelle voiture 15/20 HP sera produite à 150 exemplaires durant la seule année 1909 et sera remplacée par la Gamma 20HP Tipo 55 Gamma en 1910.

## Caractéristiques techniques
- Année de production : 1909.

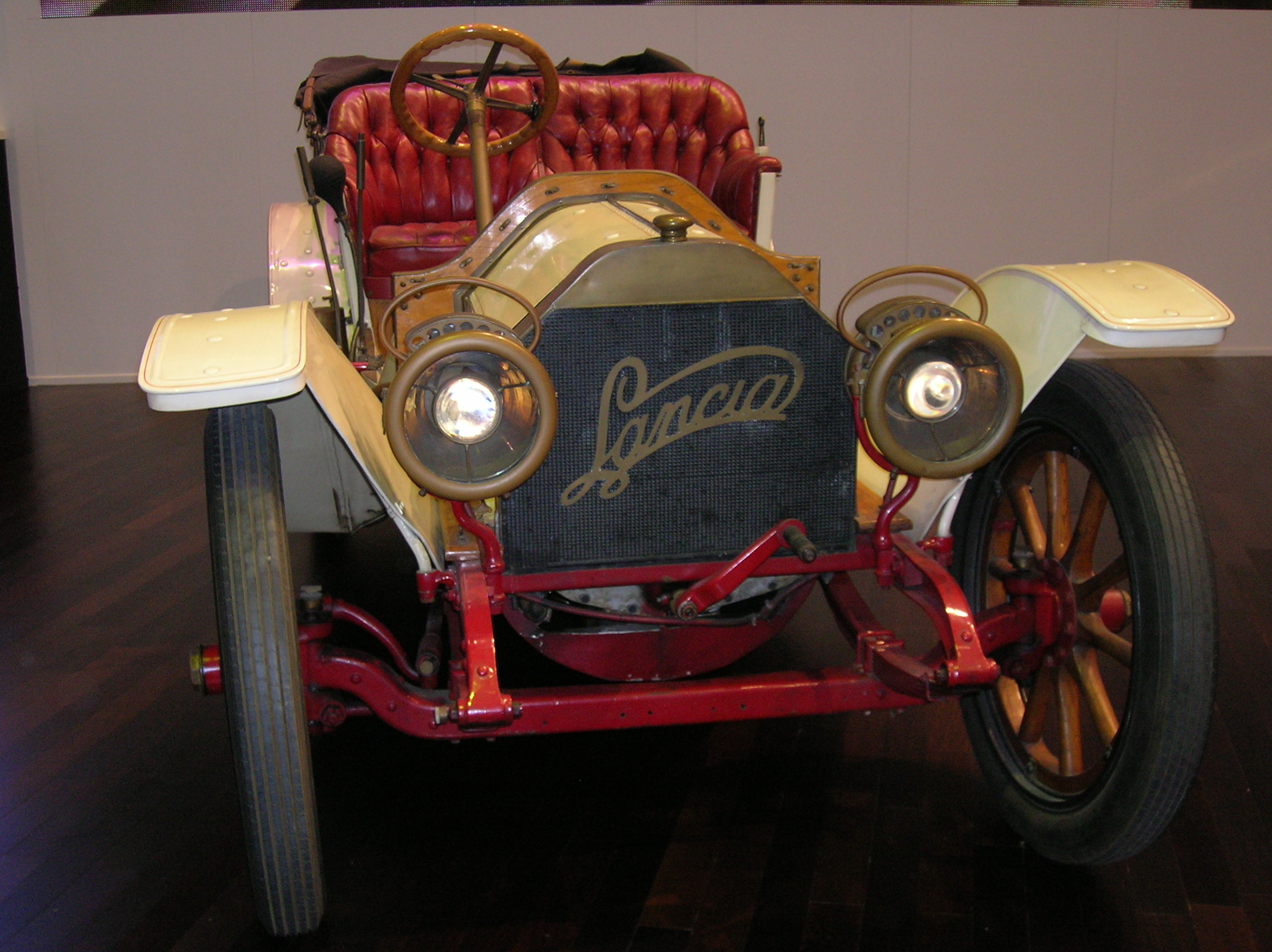
Lancia Beta Torpedo.

- Moteur : Lancia Tipo 54 ; placé à l'avant en long, quatre cylindres en ligne, monobloc en fonte, alésage 95 mm et course 110 mm, cylindrée 3 118,81 cm3, culasse fixe, bloc en aluminium, distribution par soupapes latérales (deux par cylindre) commandées par un arbre à cames latéral à engrenages ; vilebrequin sur trois supports ; taux de compression 5,0:1, puissance maxi 34 ch à 1 500 tr/min ; alimentation par carburateur vertical Lancia à deux étages, préchauffage du carburant par échangeur sur le radiateur ; allumage haute tension (Bosch) avance réglable ; lubrification forcée par pompe, capacité du circuit 10 L ; refroidissement par liquide avec une pompe et radiateur nid d'abeilles.
- Transmission : arbre avec cardans, propulsion ; embrayage multidisque à bain d'huile ; boîte de vitesses en aluminium à quatre rapports avant et marche arrière ; rapports de boîte : 3,891:1 en première, 2,381:1 en seconde, 1,618:1 en troisième, prise directe (1:1) en quatrième, 3,268:1 en marche arrière ; rapport de réduction final (engrenages coniques) 3,267:11 (15/49).
- Suspensions : essieu rigide à l'avant avec lames longitudinales semi-elliptiques, essieu rigide à l'arrière avec lames longitudinales 3/4 d'ellipse.
- Freins: frein mécanique au pied agissant sur la transmission et frein à main sur les roues arrière.
- Pneumatiques : jantes en bois à rayons, pneumatiques 810 x 90 ou 815 x 105 ou 820 x 120.
- Direction : conduite à droite ; direction à vis.
- Châssis : en acier, longerons et traverses ; empattement 2 932 mm, voies avant et arrière 1 330 mm ; longueur 3 996 mm et largeur du châssis 1 615 mm ; poids du châssis 780 kg.
- Vitesse maxi : 95 km/h.
- Prix : catalogue année 1909 : châssis nu 10 500 lires.
- Numérotation châssis : du no 150 au no 299, 150 exemplaires au total.